# معدن زیراب
معدن زیراب، روستایی از توابع بخش مرکزی شهرستان سوادکوه در استان مازندران ایران است.

## جمعیت
این روستا در دهستان سرخکلا قرار دارد و براساس سرشماری مرکز آمار ایران در سال ۱۳۸۵، جمعیت آن ۷۱ نفر (۲۰خانوار) بوده‌است.